# Arthur Hastings
Arthur Hastings ist eine literarische Figur in acht Romanen und einigen Kurzgeschichten von Agatha Christie. Der Freund und ständige Begleiter von Hercule Poirot fungiert in fast all diesen Werken als erzählerisches Ich.

## Leben
Er wurde um 1887 geboren. Vor dem Ersten Weltkrieg war er Mitarbeiter der Lloyd-Versicherung.
Er nahm am Ersten Weltkrieg als Offizier, allerdings nicht als Berufsoffizier teil. Während eines Fronturlaubs beginnt auch seine literarische Karriere im Erstlingswerk von Agatha Christie – Das fehlende Glied in der Kette.
Nach einem längeren Aufenthalt in einem Erholungsheim trifft er auf Styles, dem Landsitz seines Freundes John Cavendish, auf Poirot, einen Belgier, der nach England emigriert ist. Beide sind zu diesem Zeitpunkt bereits befreundet, haben sich aber lange nicht gesehen.
Bei ihrem nächsten gemeinsamen Auftritt in Mord auf dem Golfplatz wohnen beide inzwischen in London zusammen, und Hastings arbeitet als Sekretär für einen Parlamentarier. In diesem Roman lernt er seine spätere Frau Dulcie Duveen kennen, mit der er in späteren Romanen eine Farm in Argentinien betreibt. Beide haben mehrere gemeinsame Kinder. Aber nur seine Tochter Judith spielt in einem Roman eine Rolle – in Vorhang.

## Trivia
Meist wird er in den deutschen Ausgaben Captain genannt, in einigen Büchern aber auch Hauptmann. Er kann als das Pendant zu Dr. Watson aus den Erzählungen des Sherlock Holmes angesehen werden. Er wird zumeist als etwas begriffsstutzig, aber immer als guter Freund Poirots dargestellt.
In Verfilmungen der Werke Christies wird er von verschiedenen Schauspielern verkörpert: in Die Morde des Herrn ABC von 1965 von Robert Morley und in der Fernsehserie Agatha Christie’s Poirot durch Hugh Fraser.

## Romane
- Das fehlende Glied in der Kette
- Mord auf dem Golfplatz
- Die großen Vier
- Das Haus an der Düne
- Dreizehn bei Tisch
- Die Morde des Herrn ABC
- Der ballspielende Hund
- Vorhang